# Oberonia japonica
Oberonia japonica är en orkideart som först beskrevs av Carl Maximowicz, och fick sitt nu gällande namn av Tomitaro Makino. Oberonia japonica ingår i släktet Oberonia och familjen orkidéer. Inga underarter finns listade i Catalogue of Life.

## Bildgalleri

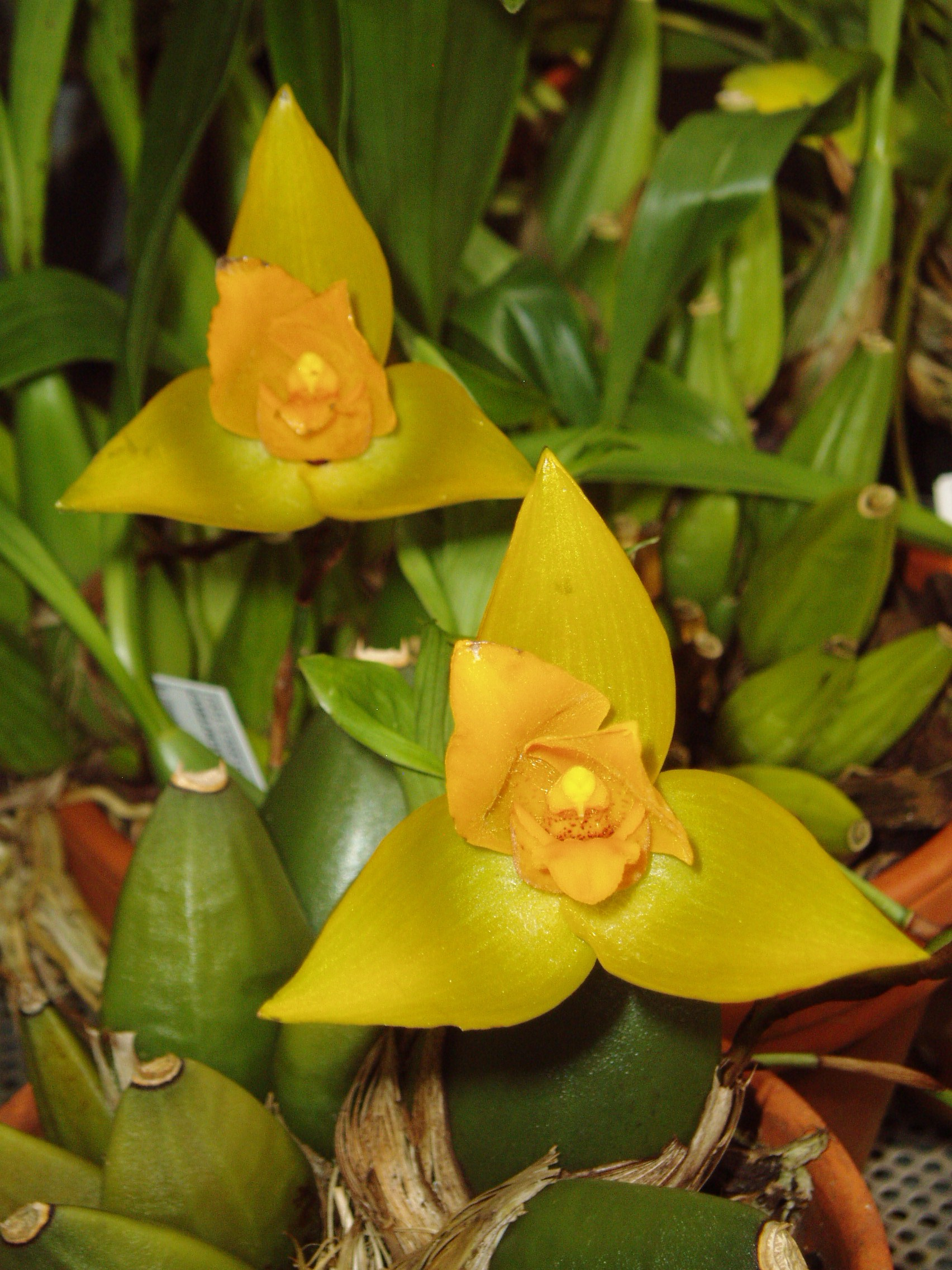